# 844年
| 千纪： | 1千纪                                                                                           |
| 世纪： | 8世纪 \| 9世纪 \| 10世纪                                                                        |
| 年代： | 810年代 \| 820年代 \| 830年代 \| 840年代 \| 850年代 \| 860年代 \| 870年代                       |
| 年份： | 839年 \| 840年 \| 841年 \| 842年 \| 843年 \| 844年 \| 845年 \| 846年 \| 847年 \| 848年 \| 849年 |
| 纪年： | 甲子年（鼠年）；唐会昌四年；南诏天启五年；日本承和十一年；渤海国咸和十四年                      |

## 大事记
- 河東都將楊弁逐節度使李石，榆社駐軍回擊，斬楊弁。
- 昭義兵馬使郭誼斬劉稹，屠其族，出降。河中節度使石雄入潞州，執郭誼送長安，斬杀郭誼

## 出生
- 韓偓，
- 李沂 (慶王)，
- 李滋，
- 王氏 (唐懿宗)，
- 魚玄機，
- 世隆，
- 林慎思，

## 逝世
- 額我略四世，
- 李恂 (唐朝)，
- 劉稹，
- 米海尔一世，
- 阿斯納斯，
- 陳夷行，